# Pijama Show
Pijama Show é um programa de rádio brasileiro, originalmente transmitido para os estados do Rio Grande do Sul e Santa Catarina pela Rádio Atlântida e posteriormente pela Rádio Farroupilha. Atualmente é transmitido pela Rádio Atlântida SC.

## História
O programa estreou nas madrugadas da Rádio Atlântida em 10 de agosto de 1998, apresentado pelo comunicador Mr. Pi, pseudônimo de Éverton Cunha. Já teve diversos horários. No seus primórdios ia ao ar das 00:00 às 06:00, inclusive sendo exibido em um certo período pela TVCOM. Depois passou a ser das 22:00 às 03:00 e, nos últimos anos na rádio, ia das 22:00 às 02:00, de domingos à quintas-feiras. A partir do dia 11 de maio de 2009 passou a ser apresentado das 00:00 as 4:00. Em 2010, a pedido dos ouvintes, o programa passou a tocar das 23:00 às 2:00 (a primeira hora desse horário era reservado até então ao "Sônica Diário").
A partir do dia 21 de setembro de 2010, o programa mudou novamente de horário, passando a ser apresentado das 06:00 às 09:00. Com essa mudança, Mr. Pi começou a apresentar o Pijama Show juntamente com Porã e Cagê Lisboa, fase que dura até 8 de março de 2013, quando passa a ser apresentado o Programa do Porã, no horário da manhã e consequentemente a volta do programa Pijama Show ao horário clássico nas noites da emissora. 
Em 28 de agosto de 2015, foi ao ar o até então último programa pela Rede Atlântida. Em 20 de setembro daquele ano, o programa passou a ser transmitido das 20:00 a meia-noite na Rádio Farroupilha, de domingo a quinta-feira, até seu suposto fim, no dia 8 de setembro de 2016.
Pijama Show "o Imortal" Radio Fan FM 96.5 Cachoeira do Sul de Segunda a Sexta a partir das 22:00 Hs   (Out, 30 / 2017).
Em 18 de Janeiro de 2021, o programa fez seu retorno pela Rádio Atlântida de Santa Catarina, de Segunda a Quinta-feira, a partir das 22:00.

## Quadros
- Cotonete do Pi: músicas aveludadas nas noites de domingo.
- Segunda do pijama: também conhecido como o dia da dobra, onde é escolhida uma música e a música seguinte deve ser da mesma banda.
- Terça do Ministério: Nas terças-feiras, vai ao ar dentro do programa Pijama Show a "Terça do Ministério", uma mesa redonda envolvendo figuras importantes da música gaúcha. São membros fixos desta convenção: Alemão Ronaldo (ex-vocalista da Bandaliera), Diego Floreio (tecladista da Vera Loca), Lula Lelé (guitarrista de Alemão Ronaldo), Sérgio Rojas, Sady Homrich (baterista da Nenhum de Nós), Nei Van Soria (ex-guitarrista da TNT e Os Cascavelletes, atualmente em carreira solo) e André Silveira (guitarrista da Cartolas). Já participaram do programa como membros fixos os artistas Armandinho e Rafael Malenotti (Acústicos & Valvulados). Como convidados, passaram por lá personalidades das bandas RPM, Pato Fu, Engenheiros do Hawaii, TNT, Dazaranha, Chimarruts, Bidê ou Balde e Titãs.
- Quarta da pincelada: por algum tempo, foi chamado de "a quarta da mulherada", pois os homens ouvem ou assistem futebol na noite. As pinceladas são toques, informações, dicas, notícias de assuntos interessantes ou curiosos!
- Quinta do Pi Bailão: O Pi Bailão é a valorização da cultura local, as músicas que tocam na região, seja qual for a cidade do RS, de SC ou do mundo. Em doses homeopáticas são apresentadas músicas tocadas nos bailões e festas que acontecem aí a fora.
- Pijama Sujo: Ouvintes enviam o número de telefones de amigos, principalmente de fora dos estados do Rio Grande Sul e Santa Catarina, para Everton Cunha passar um trote.
- Pijama Místico: A partir de determinado horário, na sexta-feira, Everton Cunha transformava o Pijama Show em um programa meio exotérico, com autoajuda, com temas místicos e similares.

## Curiosidades
- O início do Pijama Show foi a meia noite do dia 10 de agosto de 1998;
- A primeira música executada no primeiro Pijama Show foi The Way, da banda americana Fastball;
- Como naquela época foi o início da popularização da internet, a interação do publico além do tradicional telefone era por chat. Os frequentadores do chat eram chamados de "pijanautas";
- Os ouvintes em geral do programa eram referidos por "pijâmulos";
- Entre 2010 e 2013, quando foi ao ar das 6 ás 9 da manhã, quando foi criado o Trio PiPoCa, nome criado com base nas silabas iniciais de seus três apresentadores na época: Pi, Porã e Cagê;
- Em 2013 o programa fechou 15 anos ininterruptos de transmissão pela Rádio Atlântida.